# دراكولا (فلم 1992)
دراكولا (بالإنجليزية: Bram Stoker's Dracula) هو فيلم رعب تم إنتاجه في الولايات المتحدة وصدر في سنة 1992. الفيلم من إخراج فرانسيس فورد كوبولا.

## بطولة
- غاري أولدمان دراكولا
- وينونا رايدر مينا هاركر ، اليصابات
- أنتوني هوبكنز ابراهام فان هيلسينج
- كيانو ريفز جوناثان هاركر
- ريتشارد جرانت الطبيب جاك
- سادي فروست لوسي وسنترا
- كاري إلويس  آرثر هولموود

## القصة
تدور احداث الفيلم عن قصه الأمير دراكولا الذي كان يبحث عن (مينا) وهي فتاه من لندن تشبه اميرته (ألصابات) بعد انتحارها لعلمها بمقتله ويستخدم دراكولا قواه الشريره لجعل (مينا) اميرته.

## الميزانية والإيرادات
بلغت تكلفة إنتاج الفيلم حوالي 40 مليون دولار" بينما حقق أرباحا تقدر بـ 215,862,692 دولار.

### ترشيحات وجوائز
| السنة | الحدث  | الفئة               | النتيجة  |
| ----- | ------ | ------------------- | -------- |
|       | أوسكار | أفضل مستحضرات تجميل | فـــــوز |

## وصلات خارجية
- مقالات تستعمل روابط فنية بلا صلة مع ويكي بيانات